# Leucochrysa euterpe
Leucochrysa euterpe är en insektsart som först beskrevs av Banks 1944.  Leucochrysa euterpe ingår i släktet Leucochrysa och familjen guldögonsländor. Inga underarter finns listade i Catalogue of Life.